# Комацушіма

Комацуші́ма (яп. 小松島市, こまつしまし, МФА: [komat͡suɕima ɕi̥]?) — місто в Японії, в префектурі Токусіма. Розташоване в східній частині префектури, на березі каналу Кії.    Отримало статус міста 1951 року. Площа становить 45,30 км². Станом на 1 серпня 2012 року населення складало 39 976  осіб, густота населення — 882 осіб/км².     